# A Beginners' Guide to the King Crimson Collectors' Club
Albums de King Crimson
The Deception of the Thrush: A Beginners' Guide to ProjeKcts
(1999) Heavy ConstruKction
(2000)
A Beginners' Guide to the King Crimson Collectors' Club est un album de King Crimson sorti en 2000. Il compile des prestations en concert et des sessions studio ou pour la radio tirées des albums King Crimson Collectors' Club.

## Titres
1. 21st Century Schizoid Man (Fripp, Giles, Lake, McDonald, Sinfield) - 8:02
Inclut:
  - Mirrors

Provient de Live in Central Park, NYC
2. I Talk to the Wind (McDonald, Sinfield) - 4:45
Provient de Live at the Marquee
3. Larks' Tongues in Aspic (Part I) (Bruford, Cross, Fripp, Muir, Wetton) - 5:59
Provient de The Beat Club, Bremen
4. Ladies of the Road (Fripp, Sinfield) - 5:58
Provient de Live at Jacksonville
5. Sailor's Tale (Fripp) - 5:18
Provient de Live at Summit Studios
6. Thela Hun Ginjeet (Belew, Bruford, Fripp, Levin) - 5:46
Provient de Live at Moles Club, Bath
7. Elephant Talk (Belew, Bruford, Fripp, Levin) - 5:00
Provient de Live at Cap D'Agde
8. People (Belew, Bruford, Fripp, Gunn, Levin, Mastelotto) - 6:01
Provient de King Crimson On Broadway
9. Funky Jam (Belew, Bruford, Fripp, Gunn, Levin. Mastelotto) - 4:29
Provient de The VROOOM Sessions
10. Seizure - 7:49
  - Joué par ProjeKct Four - Soit Robert Fripp : guitare, Trey Gunn : Warr guitar, Tony Levin : basse, Chapman Stick, Pat Mastelotto : batterie

Provient de l'album de ProjeKct Four : The Roar of ProjeKct Four: Live in San Francisco